# جاك نيزبت
جاك نيزبت (بالإنجليزية: Jack Nisbet)‏ هو عالم طبيعي أمريكي، ولد في 1949.